# Saison 2003-2004 du Paris Saint-Germain
Maillots
Chronologie
Saison précédente Saison suivante
La saison 2003-2004 du Paris Saint-Germain est la trente-quatrième saison de l'histoire du club. Le PSG participe alors au championnat de Ligue 1, à la Coupe de France et à la Coupe de la Ligue.

## Avant-saison

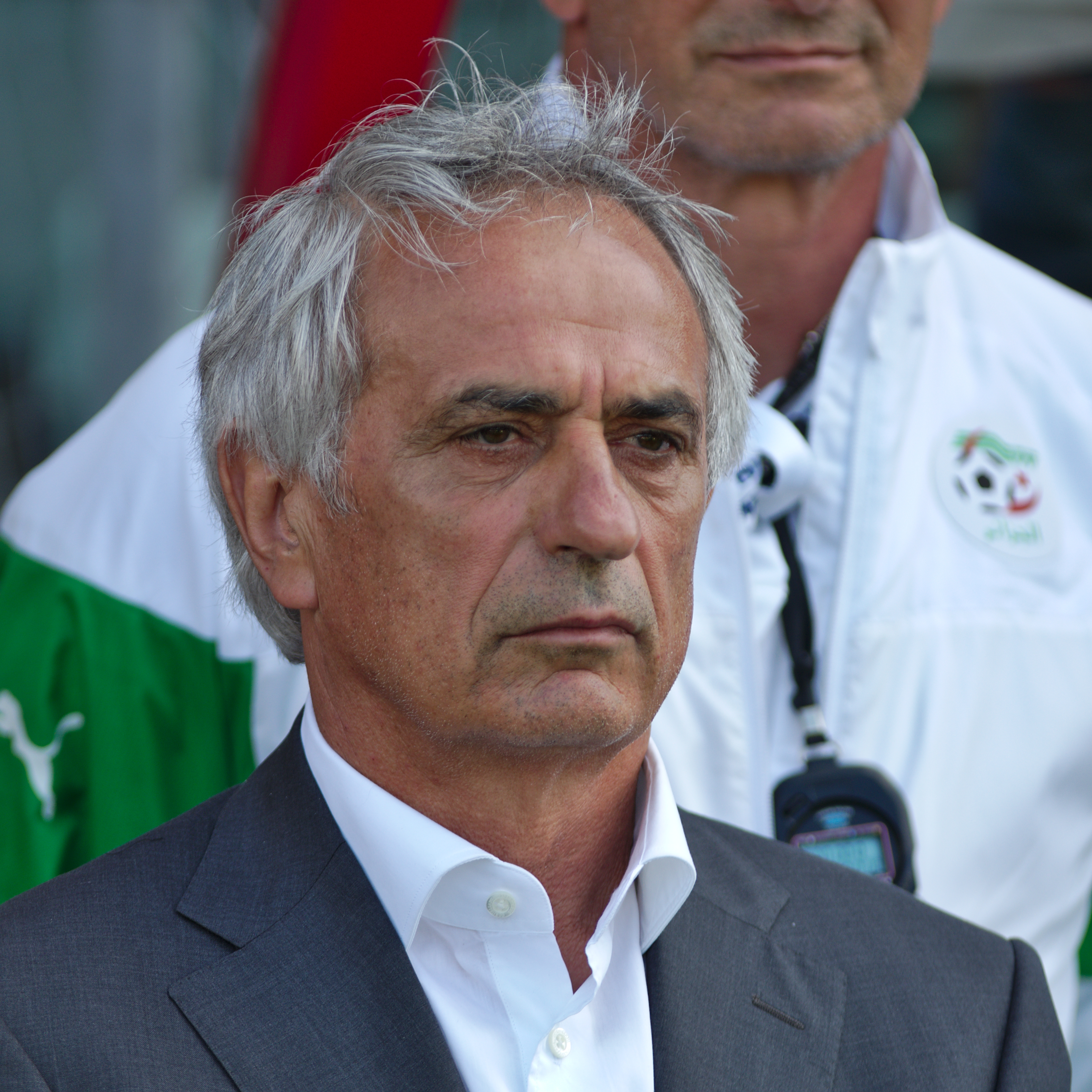
Vahid Halilhodžić, déjà passé par le Paris Saint-Germain en tant que joueur, devient l'entraîneur du club parisien.

Le Paris Saint Germain, onzième la saison passée, remanie totalement sa direction. Francis Graille est nommé président-délégué. Le bosnien Vahid Halilhodžić, ayant contribué au maintien du Stade rennais la saison passée, est nommé entraîneur.

« On ne va pas se donner d'objectifs trop ambitieux. L'idée est de reconstruire une grande équipe sur deux ans. »

— Francis Graille
Cristóbal, alors âgé de 35 ans, prend sa retraite sportive. Le Paris SG commence son mercato avec le prêt d'Éric Cubilier, défenseur de l'AS Monaco pour un an. Autre défenseur monégasque, José-Karl Pierre-Fanfan, est prêté au PSG avec une option d'achat. Pedro Miguel Pauleta, l'attaquant portugais des Girondins de Bordeaux, est recruté pour trois ans et 12 millions d'euros,. Le défenseur argentin Mauricio Pochettino fait quant à lui le chemin inverse : il est transféré gratuitement à Bordeaux. À la recherche d'un milieu récupérateur, le PSG tente de recruter Benoît Pedretti ou encore Michael Essien. C'est finalement le camerounais Modeste M'Bami du CS Sedan Ardennes qui est recruté pour 3 millions d'euros et cinq ans,. Branko Bošković, milieu offensif de l'Étoile rouge de Belgrade est transféré pour 6 millions d'euros.
Annoncé par la presse au Real Madrid ou à Manchester United, Ronaldinho est transféré au FC Barcelone pour 27 millions d'euros. Le milieu offensif du FC Bâle Hakan Yakın rejoint le PSG le 4 août pour 1,7 million d'euros, mais la direction du club choisit d'annuler le contrat de l'international suisse. Pour cause, «une fausse déclaration le jour de sa visite médicale», le joueur n'avait pas signalé des douleurs aux adducteurs récurrentes,. Aloísio est transféré au Rubin Kazan. Le Guinéen Kaba Diawara est transféré au Qatar, à l'Al-Gharafa SC.
Le FC Barcelone n'ayant pas levé l'option d'achat de son prêt, Juan Pablo Sorín est prêté un an par Cruzeiro, dans les dernières heures du mercato.
Jérôme Leroy résilie à l'amiable son contrat avec le PSG, en raison d'une trop forte concurrence au poste d'attaquant. Les contrats de Laurent Leroy et Francis Llacer sont aussi résiliés.
Édouard Cissé est prêté à l'AS Monaco, André Luiz au SC Corinthians, Martín Cardetti au Real Valladolid, Didier Domi à Leeds United, Filipe Teixeira au União de Leiria,  Lionel Potillon à la Real Sociedad. Le club fait signer un contrat professionnel aux jeunes Franck Dja Djédjé (17 ans), Hocine Ragued (20 ans) et Mohamed Benhamou (23 ans), issus du centre de formation.
| Nom                     | Nationalité          | Transfert                          | Provenance/Destination   | Division                   |
| ----------------------- | -------------------- | ---------------------------------- | ------------------------ | -------------------------- |
| Arrivées                |                      |                                    |                          |                            |
| Pedro Miguel Pauleta    | Portugal             | Transfert (11 millions d'euros)    | Girondins de Bordeaux    | Ligue 1                    |
| Modeste M'Bami          | Cameroun             | Transfert (3 millions d'euros)     | CS Sedan Ardennes        | Ligue 1                    |
| Branko Bošković         | Serbie-et-Monténégro | Transfert (6 millions d'euros)     | Étoile rouge de Belgrade | D1 de Serbie-et-Monténégro |
| Éric Cubilier           | France               | Prêt                               | AS Monaco                | Ligue 1                    |
| Juan Pablo Sorín        | Argentine Italie     | Prêt                               | Cruzeiro                 | Brasileirão                |
| José-Karl Pierre-Fanfan | France               | Prêt avec option d'achat           | AS Monaco                | Ligue 1                    |
| Franck Dja Djédjé       | France Côte d'Ivoire | Premier contrat professionnel      | Paris Saint-Germain B    | CFA                        |
| Mohamed Benhamou        | Algérie              | Premier contrat professionnel      | Paris Saint-Germain B    | CFA                        |
| Hocine Ragued           | France               | Fin du prêt                        | FC Istres                | Ligue 2                    |
| Talal El Karkouri       | Maroc                | Fin du prêt                        | Sunderland AFC           | Premier League             |
| Bernard Mendy           | France               | Fin du prêt                        | Bolton Wanderers         | Premier League             |
| Selim Benachour         | Tunisie              | Fin du prêt                        | ESTAC Troyes             | Ligue 1                    |
| Kaba Diawara            | Guinée               | Fin du prêt                        | OGC Nice                 | Ligue 1                    |
| Reinaldo                | Brésil               | Fin du prêt                        | São Paulo FC             | Brasileirão                |
| Départs                 |                      |                                    |                          |                            |
| Ronaldinho              | Brésil               | Transfert (32,25 millions d'euros) | FC Barcelone             | Liga                       |
| Aloísio                 | Brésil               | Transfert (? millions d'euros)     | Rubin Kazan              | Ligue 1                    |
| Mauricio Pochettino     | Argentine            | Transfert gratuit                  | Girondins de Bordeaux    | Ligue 1                    |
| Jérôme Leroy            | France               | Résiliation de contrat             | EA Guingamp              | Ligue 1                    |
| Laurent Leroy           | France               | Résiliation de contrat             | ESTAC Troyes             | Ligue 2                    |
| Kaba Diawara            | Guinée               | Transfert (? millions d'euros)     | Al Gharrafa Doha         | Qatar Stars League         |
| Cristóbal               | Espagne              | Fin de contrat                     | Retraite                 |                            |
| Stéphane Gillet         | Luxembourg           | Fin de contrat                     | FC Wil                   | Super League               |
| Francis Llacer          | France               | Licencié pour faute grave          | Retraite                 |                            |
| Édouard Cissé           | France               | Prêt                               | AS Monaco                | Ligue 1                    |
| André Luiz Moreira      | Brésil               | Prêt                               | SC Corinthians           | Brasileirão                |
| Martín Cardetti         | Argentine Italie     | Prêt                               | Real Valladolid          | Liga                       |
| Didier Domi             | France               | Prêt                               | Leeds United             | Premier League             |
| Filipe Teixeira         | Portugal             | Prêt                               | União de Leiria          | SuperLiga                  |
| Lionel Potillon         | France               | Prêt                               | Real Sociedad            | Liga                       |
| Hocine Ragued           | France               | prêt                               | FC Gueugnon              | Ligue 2                    |
| Stéphane Pédron         | France               | Retour de prêt                     | RC Lens                  | Ligue 1                    |

| Nom                 | Nationalité          | Transfert                | Provenance/Destination | Division    |
| ------------------- | -------------------- | ------------------------ | ---------------------- | ----------- |
| Arrivées            |                      |                          |                        |             |
| Danijel Ljuboja     | Serbie-et-Monténégro | Prêt avec option d'achat | RC Strasbourg          | Ligue 1     |
| Habibou Traoré      | Sénégal              | Prêt                     | FC Gueugnon            | Ligue 2     |
| Départs             |                      |                          |                        |             |
| Bartholomew Ogbeche | Nigeria              | Prêt                     | SC Bastia              | Ligue 1     |
| Paulo César         | Brésil Italie        | Prêt                     | São Paulo FC           | Brasileirão |

## Compétitions

### Championnat
La saison 2003-2004 de Ligue 1 est la soixante-sixième édition du championnat de France de football et la deuxième sous l'appellation « Ligue 1 ». La division oppose vingt clubs en une série de trente-huit rencontres. Les meilleurs de ce championnat se qualifient pour les coupes d'Europe que sont la Ligue des champions (le podium), la Coupe UEFA et la Coupe Intertoto. Le Paris Saint-Germain participe à cette compétition pour la trente-et-unième fois de son histoire et la trentième depuis la saison 1974-1975.

#### Classement et statistiques
Le Paris Saint-Germain termine le championnat à la deuxième place avec 22 victoires, 10 matchs nuls et 6 défaites
Extrait du classement de Ligue 1 2003-2004
| Rang | Équipe                 | Pts | J  | G  | N  | P  | Bp | Bc | Diff |
| --- | ---------------------- | --- | -- | -- | -- | -- | -- | -- | ---- |
| 1 | Olympique lyonnais     | 79  | 38 | 24 | 7  | 7  | 64 | 26 | +38  |
| 2 | Paris SG               | 76  | 38 | 22 | 10 | 6  | 50 | 28 | +22  |
| 3 | AS Monaco              | 75  | 38 | 21 | 12 | 5  | 59 | 30 | +29  |
| 4 | AJ Auxerre             | 65  | 38 | 19 | 8  | 11 | 60 | 34 | +26  |
| 5 | FC Sochaux-Montbéliard | 63  | 38 | 18 | 9  | 11 | 54 | 42 | +12  |
| 6 | FC Nantes              | 60  | 38 | 17 | 9  | 12 | 47 | 35 | +12  |
| 7 | Olympique de Marseille | 57  | 38 | 17 | 6  | 15 | 51 | 45 | +6   |
| 8 | RC Lens                | 53  | 38 | 15 | 8  | 15 | 34 | 48 | -14  |
| - Phase de groupes de la Ligue des champions 2004-2005 - Barrages de la Ligue des champions 2004-2005 - Tour préliminaire de la Coupe UEFA 2004-2005 - Troisième tour de la Coupe Intertoto 2004 |                        |     |    |    |    |    |    |    |      |

### Coupe de France
La coupe de France 2003-2004 est la 87e édition de la coupe de France, une compétition à élimination directe mettant aux prises tous les clubs de football amateurs et professionnels à travers la France métropolitaine et les DOM-TOM. Elle est organisée par la FFF et ses ligues régionales.

### Coupe de la Ligue
La Coupe de la Ligue 2003-2004 est la 10e édition de la Coupe de la Ligue, compétition à élimination directe organisée par la Ligue de football professionnel (LFP) depuis 1994, qui rassemble uniquement les clubs professionnels de Ligue 1, Ligue 2 et National.
C'est finalement le FC Sochaux-Montbéliard qui remporte cette édition de la coupe de la Ligue en battant aux tirs au but le FC Nantes.

### Matchs officiels de la saison
Le tableau ci-dessous retrace dans l'ordre chronologique les 45 rencontres officielles jouées par le Paris Saint-Germain durant la saison. Le club parisien a participé aux 38 journées du championnat ainsi qu'à 6 tours de Coupe de France et une rencontre en Coupe de la Ligue. Les buteurs sont accompagnés d'une indication entre parenthèses sur la minute de jeu où est marqué le but et, pour certaines réalisations, sur sa nature (penalty ou contre son camp).
Le bilan général de la saison est de 27 victoires, 12 matchs nuls et 6 défaites. En championnat, le club enregistre 22 succès, pour 10 nuls et également 6 revers.

## Joueurs et encadrement technique

### Statistiques collectives
| Compétition       | Débute au tour | Termine        | Matches joués | Gagnés | Nuls | Perdus | Buts pour | Buts contre | Différence |
| ----------------- | -------------- | -------------- | ------------- | ------ | ---- | ------ | --------- | ----------- | ---------- |
| Ligue 1           | -              | 2e             | 38            | 22     | 10   | 6      | 50        | 28          | +22        |
| Coupe de France   | 1/32 de finale | Vainqueur      | 6             | 5      | 1    | 0      | 11        | 5           | +6         |
| Coupe de la Ligue | 1/16 de finale | 1/16 de finale | 1             | 0      | 1    | 0      | 1         | 1           | 0          |
| Total             | -              | -              | 45            | 27     | 12   | 6      | 62        | 34          | +28        |

### Joueurs prêtés
| Nat. | Nom                 | Club en prêt    | Compétition    | Championnat | Championnat | Championnat | Championnat  | Coupe nationale | Coupe nationale | Coupe nationale | Coupe nationale | Coupe continentale | Coupe continentale | Coupe continentale | Coupe continentale | Total | Total | Total  | Total        |
| Nat. | Nom                 | Club en prêt    | Compétition    | MJ          | B           | Averti      | Carton rouge | MJ              | B               | Averti          | Carton rouge    | MJ                 | B                  | Averti             | Carton rouge       | MJ    | B     | Averti | Carton rouge |
| ---- | ------------------- | --------------- | -------------- | ----------- | ----------- | ----------- | ------------ | --------------- | --------------- | --------------- | --------------- | ------------------ | ------------------ | ------------------ | ------------------ | ----- | ----- | ------ | ------------ |
|      | Édouard Cissé       | AS Monaco       | Ligue 1        | 31          | 1           | 6           | 0            | 3               | 0               | 0               | 0               | 13                 | 2                  | 0                  | 0                  | 47    | 3     | 6      | 0            |
|      | André Luiz          | SC Corinthians  | Brasileirão    | ?           | ?           | ?           | ?            | ?               | ?               | ?               | ?               | ?                  | ?                  | ?                  | ?                  | 22    | 0     | ?      | ?            |
|      | Martín Cardetti     | Real Valladolid | Liga           | 12          | 0           | 0           | 0            | 2               | 0               | 0               | 0               |                    |                    |                    |                    | 14    | 0     | 0      | 0            |
|      | Didier Domi         | Leeds United    | Premier League | 12          | 0           | 5           | 0            | 2               | 0               | 0               | 0               |                    |                    |                    |                    | 14    | 0     | 5      | 0            |
|      | Filipe Teixeira     | União de Leiria | SuperLiga      | 19          | 0           | 3           | 0            | ?               | ?               | ?               | ?               |                    |                    |                    |                    | 19    | 0     | 3      | 0            |
|      | Lionel Potillon     | Real Sociedad   | Liga           | 20          | 0           | 3           | 0            | 1               | 0               | 1               | 0               | 3                  | 0                  | 0                  | 0                  | 24    | 0     | 4      | 0            |
|      | Bartholomew Ogbeche | SC Bastia       | Ligue 1        | 15          | 2           | 2           | 0            |                 |                 |                 |                 |                    |                    |                    |                    | 15    | 2     | 2      | 0            |
|      | Paulo César         | São Paulo FC    | Brasileirão    | ?           | ?           | ?           | ?            | ?               | ?               | ?               | ?               | ?                  | ?                  | ?                  | ?                  | ?     | ?     | ?      | ?            |